# Halystina
Halystina is een geslacht van weekdieren uit de klasse van de Gastropoda (slakken).

## Soorten
- Halystina caledonica B. A. Marshall, 1991
- Halystina carinata B. A. Marshall, 1991
- Halystina conoidea Helwerda, Wesselingh & S. T. Williams, 2014 †
- Halystina globulus Poppe, Tagaro & Dekker, 2006
- Halystina siberutensis (Thiele, 1925)
- Halystina simplex (Barnard, 1963)
- Halystina umberlee Salvador, Cavallari & Simone, 2014
- Halystina vaubani B. A. Marshall, 1991